# Drapelul Vietnamului

Steagul național al Vietnamului, proporțiile steagului 2:3.

Drapelul național al Vietnamului, oficial Republica Socialistă Vietnam, este cunoscut și ca Steagul roșu cu o stea galbenă. Prezentul steag a fost adoptat ca steag național al Republicii Democrate Vietnam (cunoscută și ca Vietnamul de Nord) la 30 noiembrie 1955. A devenit apoi steag al întregului Vietnam după reunificarea Vietnamului de Nord cu Vietnamul de Sud, la 2 iulie 1976. 
Proporțiile steagului sunt de 2:3, având o stea de culoare galbenă de forma unui pentagon stelat regulat centrat în mijlocul dreptunghiului ce reprezintă câmpul steagului. Culoarea galben semnifică poporul vietnamez, iar roșul semnifică vitejia națiunii, sângele vărsat și opțiunea de a crea o societate socialistă.  Cele cinci colțuri ale stelei reprezintă cele cinci mari grupuri de constructori ai națiunii muncitorii, țăranii, soldații, intelectualii și comercianții. 
Designul steagului a fost realizat de Nguyen Huu Tien (în vietnameză, Nguyễn Hữu Tiến), revoluționar comunist, participant la Revolta Cochinchina din 1940, "Nam Kỳ Khởi nghĩa", împotriva colonialismului francez, când steagul a fost ridicat pentru întăia dată.  Revolta a fost înăbușită și Nguyen a fost executat împreună cu alți participanți și conducători ai revoltei. 
Steagul Vietnamului de Nord din perioada 1945 - 1955 a fost extrem de asemănător cu acesta, cu excepția pentagonului stelat care, deși era identic ca formă și proporții, era mai mare. 